# Lesquin
Lesquin település Franciaországban, Nord megyében. Lakosainak száma 9356 fő (2022. január 1.). Lesquin Lezennes, Vendeville, Faches-Thumesnil, Fretin, Ronchin és Sainghin-en-Mélantois községekkel határos.

## Népesség
A település népességének változása:
| Lakosok száma | 6969 | 7463 | 7912 | 8259 | 8635 | 9012 | 9113 | 9241 | 9356 |
|               | 2013 | 2015 | 2016 | 2017 | 2018 | 2019 | 2020 | 2021 | 2022 |

## Testvérvárosai
Gárdony, Magyarország